# 和平東路
和平東路，為台北市的重要幹道之一，為東西向道路，共有四段。以羅斯福路為和平東西路分界，以東為和平東路，以西則為和平西路。東接木柵路四段，西接和平西路。

## 行經行政區域
（由西至東）
- 大安區
- 信義區
- 文山區

## 歷史
和平東路闢建於日治時代，最初名為「六張犁道路」，此路段同時還闢有運送煤礦用的台車軌道，可將六張犁的煤礦送至古亭站。臺灣光復後，於1948年改稱為「和平東路」，並停用了台車軌道；原本的和平東路包括現在的羅斯福路至基隆路之間路段及崇德街與富陽街；1970年，在現今的基隆路以東闢建新的道路取代原本的和平東路，成為「和平東路三段」，以東之舊有和平東路則被改稱為「崇德街」、「富陽街」。2012年3月，接續原和平東路三段531巷終點（捷運麟光站）之原臥龍街後半段，改編為「和平東路三段」；2014年5月，透過莊敬隧道連結之文山區軍功路更名為「和平東路四段」，並重編該段之門牌順序。

## 分段
和平東路目前共分四段。
- 一段：西於羅斯福路與和平西路一段相接，東於新生南路接和平東路二段。
- 二段：西於新生南路與和平東路一段相接，東於臥龍街與和平東路三段相接。
- 三段：西於臥龍街與和平東路二段相接，東接莊敬隧道。[3]
- 四段：西於莊敬隧道與和平東路三段相接，東止於木柵路四段。[4]

## 沿線設施（由西至東）
| |  |
| - 一段 - 捷運古亭站(5號出口) - 台北市公共自行車租賃系統捷運古亭站(2號出口) - 台灣電力公司核能火力發電工程處(39號) - 臺北市公共自行車租賃系統-臺灣師範大學（圖書館）站 - 師大美術館(129號) - 臺北市政府警察局大安分局和平東路派出所(143號) - 中華郵政台北青田郵局(台北7支)(155號1樓) - 中國文化大學推廣教育部大安分部(155號3~6樓) - 國立台灣師範大學校本部(162號) - 國家教育研究院臺北院區(179號) - 二段 - 臺北市公共自行車租賃系統新生和平路口站 - 大安森林公園 - 臺北靈糧堂宣教大樓(24號) - 國立臺北教育大學附設實驗國民小學(94號) - 科技大樓(106號) - 中華民國國家科學及技術委員會 - 國家實驗研究院(3樓) - 資訊工業策進會(11樓) - 國家圖書館附設資訊圖書館(13樓) - 國家實驗研究院科技政策研究與資訊中心(1樓、14樓、15樓) - 國立臺北教育大學(134號) - 北教大美術館 - 教廷駐華大使館(265巷7之1號) - 成功國宅(311巷) - 臺北市立圖書館成功民眾閱覽室(311巷29號4樓) - 臺北市公共自行車租賃系統和平建國路口站 - 三段 - 交通部航港局(1巷1號) - 內政部國家公園署(1巷1號) - 交通部高速公路局(1巷1號5樓) - 臺北市公共自行車租賃系統成功國宅(1巷) - 臺灣電力公司北區活動中心(60號) - 台電會館-和平會館 - 中影股份有限公司梅花數位影院(63號2F) - 捷運六張犁站(168號) - 臺北市公共自行車租賃系統捷運六張犁站(168號) - 中華郵政台北六張犁郵局(台北57支)(208號) - 台灣昆蟲館(406巷8號) - 捷運麟光站(410號) - 臺北市公共自行車租賃系統捷運麟光站(2號出口)(410號) - 大都會客運麟光站(530巷巷口) - 大我山莊(557號) - 大我新舍(599號) - 臺北榮民總醫院大我新舍門診部(門牌為臥龍街) - 指南客運、光華巴士麟光站(625號) - 天德堂總堂(596號) - 慈恩園(631巷49號) - 六張犁石泉巖清水祖師廟(631巷50號) - 台北港口奉聖宮(631巷52號) - 四段 - 中國基督教信義會施恩堂(370號) |  |